# Pierre-Eugène Gilbert

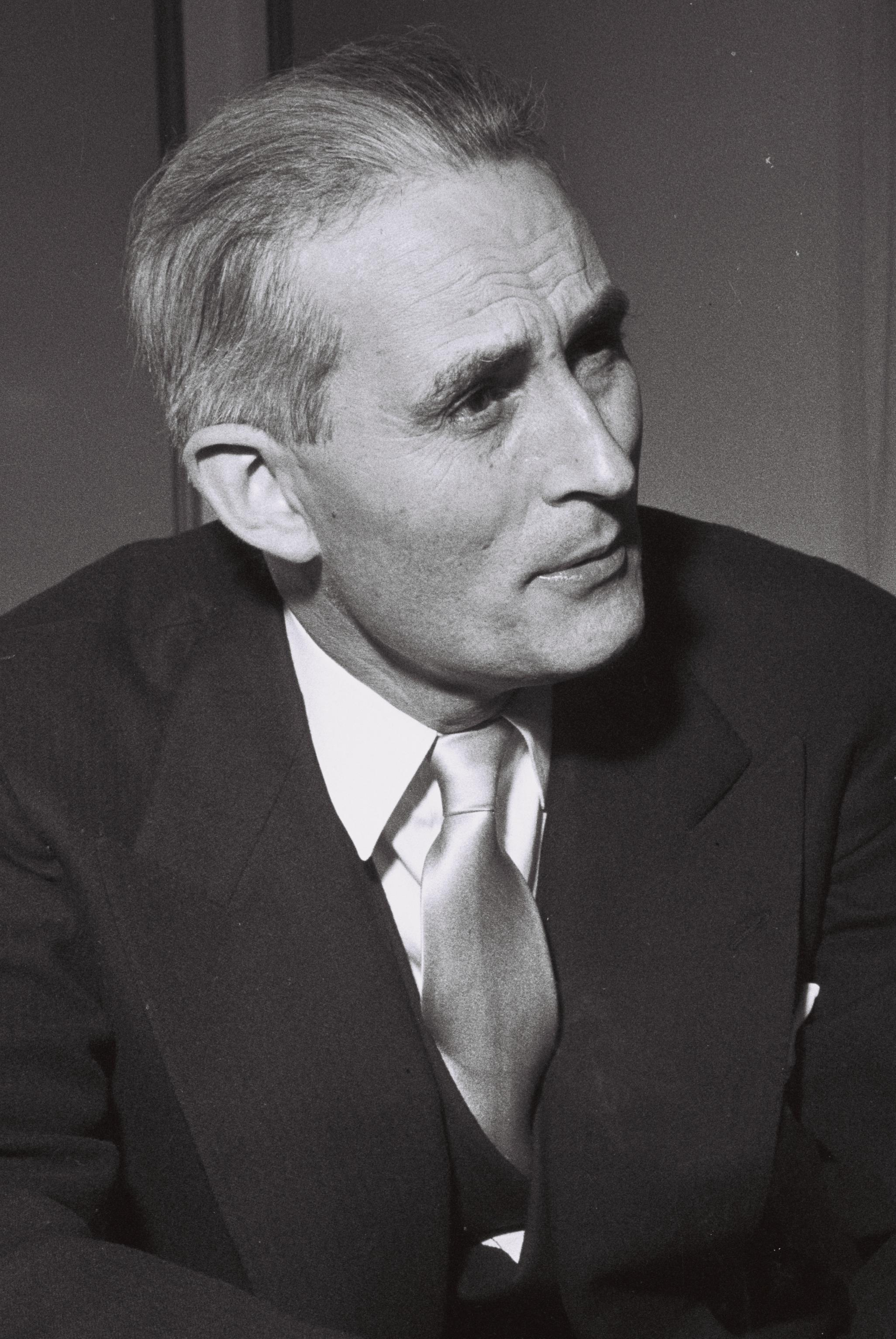
Pierre-Eugène Gilbert (1953)

Pierre-Eugène William Gilbert (* 12. Januar 1907 in Rozay-en-Brie, Département Seine-et-Marne; † 11. Dezember 1982 in Saint-Nicolas-de-Bliquetuit im Département Seine-Maritime) war ein französischer Diplomat. Er diente u. a. als Botschafter Frankreichs in Peru (1949–1952) und Israel (1952–1959).

## Leben
Pierre-Eugène Gilbert studierte an der École normale supérieure und schloss mit jeweils einer Licence in lettres (Sprachen und Literatur) sowie Rechtswissenschaft ab. Danach wurde er 1930 Reserveoffizier der Kolonialinfanterie. Er trat 1932 in den Dienst des Außenministeriums und wurde in der Abteilung Asien beschäftigt. Von 1935 bis 1939 war er Botschaftssekretär in Nanjing, damals Hauptstadt der Republik China.
Am 29. August 1939 wurde er zur Marine eingezogen. Von 8. Dezember 1939 bis 3. Februar 1940 wurde er bei der Marineaufklärung in Marseille beschäftigt. Vom 3. Februar 1940 bis Juli 1940 war er Vize-Konsul in Helsinki, Finnland. Nach der militärischen Niederlage und Besetzung Frankreichs im Westfeldzug verließ er seinen Posten und reiste über die Sowjetunion, Rumänien und die Türkei nach Alexandria. Dort schloss er sich im Juli 1940 als Freiwilliger der britischen Royal Navy an und diente als Lieutenant, später Lieutenant Commander in der Mittelmeerflotte. Vom 1. April 1941 bis 1. Januar 1944 war er Verbindungsoffizier der Forces françaises libres beim Oberkommando der britischen Mittelmeerflotte in Alexandria. Später war er bei der britischen und französischen Marine in Algier und begleitete Charles de Gaulle nach Paris.

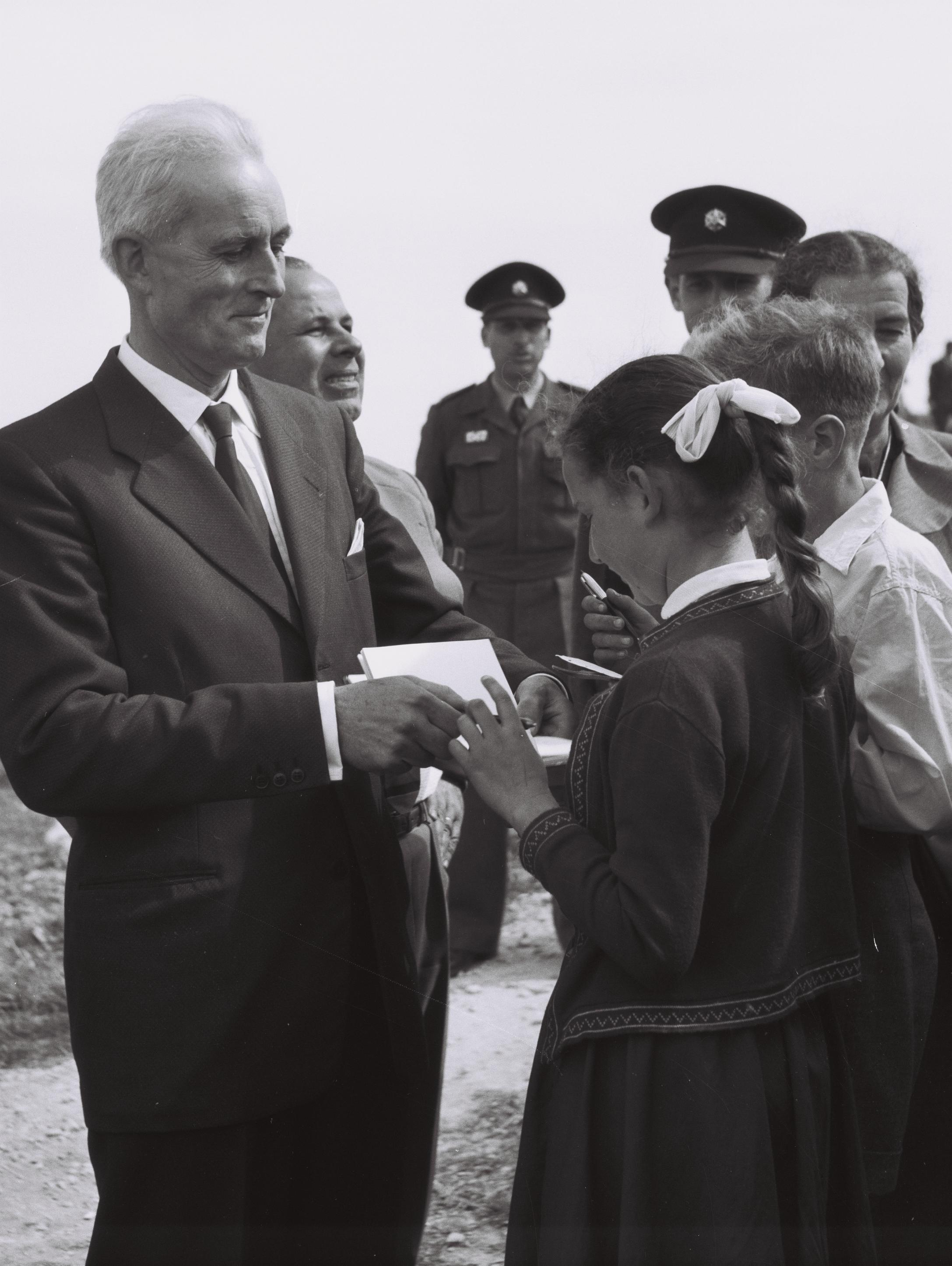
Pierre-Eugène Gilbert als Botschafter in Israel bei einer Baumpflanzungszeremonie in der Nähe von Safed, 1958

Am 10. Juli 1947 wurde er zum Gesandten in Siam (ab 1949 Thailand) ernannt, wo er am 21. August 1947 akkreditiert wurde und bis zum 25. März 1949 diente. Gilbert war der erste reguläre Leiter der französischen Vertretung in Thailand seit dem Abbruch der diplomatischen Beziehungen im Französisch-Thailändischen Krieg 1940 (zuvor gab es ab 1946 lediglich einen französischen Geschäftsträger in Bangkok). Bald nach seiner Ankunft in Thailand putschte dort im November 1947 das Militär. Den Putschführer Oberst Kat Katsongkhram charakterisierte Gilbert als „Gangster“, als „ungebildet, rücksichtslos und habgierig“.
Vom 25. März 1949 bis 24. November 1952 war er Gesandter in Lima. Vom 24. November 1952 bis 10. Oktober 1959 war er Botschafter in Tel Aviv. In dieser Zeit kämpften Frankreich und Großbritannien gemeinsam mit Israel im Suezkrieg gegen dessen Nachbarland Ägypten. Nach Ende seiner Station in Israel kehrte Gilbert nach Paris zurück und fungierte als diplomatischer Berater der Regierung. Im Dezember 1960 verließ er den diplomatischen Dienst und wechselte in die Privatwirtschaft.
Anschließend leitete er die Société des Française des Techniques Pye Sté 128 Boulevard Haussmann, Paris 8e, eine Tochter der Pye Telecommuications Ltd. Cambridge, ein Unternehmen der Hochfrequenztechnik. Ab 1969 war er Vorsitzender der Société Immobilière Franco-Allemande (IFRA SA) einer Tochter der Neue Heimat Immobilien und deren Tochterfirma Manera S.A.

## Ehrungen
- Kommandeur der Ehrenlegion (1960)

| Vorgänger                      | Amt                                           | Nachfolger                 |
| ------------------------------ | --------------------------------------------- | -------------------------- |
| Jean Daridan (Geschäftsträger) | Französischer Gesandter in Thailand 1947–1949 | Léon Marchal               |
| Albert Ledoux                  | Französischer Botschafter in Peru 1949–1952   | Jean-André Binoche         |
| Édouard-Félix Guyon            | Französischer Botschafter in Israel 1952–1959 | Jean Adolphe Bourdeillette |